# Constante de Gompertz
En mathématiques, la constante de Gompertz ou constante d'Euler-Gompertz, notée {\displaystyle \delta }, apparaît comme valeur de certaines intégrales et s'exprime à l'aide de fonctions spéciales. Elle porte le nom de Benjamin Gompertz, appellation donnée par François Le Lionnais.
Les premières décimales de {\displaystyle \delta } sont
{\displaystyle \delta =0{,}596347362323194074341078499369279376074\dots },
voir la suite A073003 de l'OEIS.

## Définition par intégrales
Le plus souvent, la constante {\displaystyle \delta } apparaît à travers l'une des intégrales suivantes :
{\displaystyle \delta =\int _{0}^{\infty }\ln(1+x)e^{-x}\mathrm {d} x=\int _{0}^{\infty }{\frac {e^{-x}}{1+x}}\mathrm {d} x=\int _{0}^{1}{\frac {1}{1-\ln(x)}}\mathrm {d} x.}
La première intégrale définit {\displaystyle \delta }, et les deuxième et troisième découlent respectivement d'une intégration par parties et d'un changement de variable.

## Définitions par sommation de séries
La constante de Gompertz se trouve également être la valeur obtenue par sommation de Borel de la série divergente, somme alternée des factorielles, résultat déjà obtenu par Euler en 1760 dans son article intitulé « De seriebus divergentibus » :
{\displaystyle \delta =\sum _{k=0}^{\infty }(-1)^{k}k!=1-1+2-6+24-120+\cdots }.

## Développements en fraction continue
La constante de Gompertz est donnée par la fraction continue généralisée
{\displaystyle \delta ={\frac {1}{2-{\frac {1}{4-{\frac {4}{6-{\frac {9}{{8-\qquad \qquad } \atop {\qquad }{}^{\ddots }{-{\frac {n^{2}}{2n+2-\cdots }}}}}}}}}}},}
par
{\displaystyle \delta =1-{\frac {1}{3-{\frac {2}{5-{\frac {6}{7-{\frac {12}{{9-\qquad \qquad } \atop {\qquad }{}^{\ddots }{-{\frac {n(n+1)}{2n+3-\cdots }}}}}}}}}}}}
ou encore par
{\displaystyle \delta ={\frac {1}{1+{\frac {1}{1+{\frac {1}{1+{\frac {2}{1+{\frac {2}{1+{\frac {3}{1+{\frac {3}{1+{\frac {4}{1+\cdots }}}}}}}}}}}}}}}}.}

## Autres formules faisant intervenir la constante de Gompertz
La constante {\displaystyle \delta } peut être calculée en fonction de l'exponentielle intégrale {\displaystyle \operatorname {Ei} } :
{\displaystyle \delta =-e\operatorname {Ei} (-1).}
En appliquant le développement de Taylor de l'exponentielle intégrale, on obtient le développement en série
{\displaystyle \delta =-e\left(\gamma +\sum _{n=1}^{\infty }{\frac {(-1)^{n}}{n\cdot n!}}\right).}
La constante de Gompertz est reliée aux coefficients de Gregory via une formule d'István Mező obtenue en 2013 :
{\displaystyle \delta =\sum _{n=0}^{\infty }{\frac {\ln(n+1)}{n!}}-\sum _{n=0}^{\infty }G_{n+1}\{e\cdot n!\}-{\frac {1}{2}}}, où {\displaystyle \{\cdot \}} désigne la partie fractionnaire.

## Propriétés
En 2009, Alexander Aptekarev a prouvé qu'au moins l'une des deux constante d'Euler-Mascheroni et d'Euler-Gompertz est irrationnelle. Ce résultat a été amélioré en 2012 par Tanguy Rivoal en prouvant qu'au moins l'une des deux est transcendente,.